# František Neužil
František Neužil, známý také pod řadou pseudonymů jako Franta Pozořický nebo Fráňa Jezer, (9. května 1907 Jezera (Pozořice) – 22. listopadu 1995 Brno) byl moravský učitel, básník, romanopisec, archivář a redaktor.

## Život
Narodil se v rodině Josefa Neužila (1878) a Cecílie rozené Sekaninové (1882). Měl bratra Josefa (1904). Oženil se s Marií Spurnou (8. prosince 1914 – 17. října 2011), se kterou měl dceru – učitelku a spisovatelku Marcelu Zerhauovou (16. ledna 1936).
V Brně navštěvoval učitelský ústav, na kterém maturoval v roce 1926. Později studoval při zaměstnání pedagogickou fakultu brněnské univerzity (1952).
Učil v Šumvaldě u Uničova, v Novém Jičíně, Pozořicích, Rybníčku u Uničova (1933–1936) a Olomouci. V letech 1937–1939 působil jako redaktor Českého slova v Praze. Od roku 1939 učil ve Středoklukách a Kojeticích u Prahy, v Ústí nad Labem (1945–1948), v Orlovicích u Vyškova a v Želeči u Prostějova (1950–1959). Před odchodem do důchodu byl několik let ředitelem okresního archivu ve Vyškově.
V letech 1930–1948 byl členem Moravského kola spisovatelů. Roku 1967 odešel do penze. Je pochován na hřbitově v Brně-Řečkovicích.

## Dílo
Po básnických začátcích, v nichž jednoduše vyjadřoval dojmy a idylické nálady, se soustředil na vesnickou a historickou prózu. Vyšel z ruralismu, od jehož politického zaměření se však distancoval. Romány, jejichž hrdinové jsou sedláci a venkovští dělníci, situoval do rodného kraje a ladil do chmurné tóniny.
V padesátých letech 20. století uvedly Literární noviny o jeho tvorbě, že „...Neužilovo poctivé úsilí o dobrou lidovou tvorbu naráželo na nepřesné vidění společenské situace...“
- [Oslavná báseň] Presidentu republiky československé T. G. Masarykovi s projevem vděčnosti a hluboké úcty – 1928
- Před nedělí – básně, 1928
- Novojičtí knihtiskaři – lyricko-epické skládání, 1928
- Zjevení lásky – lyrika, s Josefem Koudelákem, 1929
- Světlo z Galileje – lyrika, 1929
- Pět v kruhu – interpretace, 1932
- Dva obrazy srdce – 1933
- Země v průvanu – román z Brněnska, 1936 (kronika bojů dělnické třídy o hlasovací právo 1905–1907)
- Plemeno Hamrů – román, 1940 (tradičním námět rodového prokletí a vykoupení viny)
- Modrý zvon – román, 1941 (vztahy na vesnici ve 30. letech 20. století)
- O krejčím Dadákovi – 1944
- Znamení šelmy – román, 1947 (román z prostředí české vídeňské menšiny před připojením Rakouska k Říši)
- Všemi prostředky proti šmelině! – napsal s Janem Mátlem, 1947
- Prsten, 1959 (historický příběh ze Slavkovska krátce po napoleonských válkách)
- Především naději, 1963 (román ze zdravotnictví)
- Mezi námi noc, 1964
- Královna Eliška Rejčka, 1968
- Trýzeň slávy, 1972 (první svazek trilogie o posledních Přemyslovcích)
- Ohnivá jeseň – román o královně Kunhutě, 1973
- Zlomená pečeť, 1976 (ztvárnění tragického pádu Záviše z Falkenštejna)
- Milostný herbář, 1976 (historický román z r. 1848 s postavou obrozeneckého kněze Františka Matouše Klácela)
- Živý kámen, 1978 (román ze stavby cementárny)
- Raněné pole, 1981 (historizující freska z období napoleonských válek)
- Řezenské ortely, 1984
- Stíny pod piniemi, 1986
- Bosý biskup z Libice – román o sv. Vojtěchu, 1991
- Stříbrné vzpomínání, 1997